# 슈테판 쿤츠
슈테판 쿤츠(독일어: Stefan Kuntz, 1962년 10월 30일, 자를란트주 노인키르헨 ~)는 독일의 전 축구 선수이자 현 축구 지도자로2008년 4월부터 2016년 4월까지 8년간 FC 카이저슬라우테른의 회장으로 지냈으며 최근에는 튀르키예 축구 국가대표팀의 감독으로 재직 하였다.

## 클럽 경력
쿤츠는 1983년부터 1999년까지 선수로 활약하였으며, 분데스리가 449경기에 출전하여 179골을 득점하였다. 그는 VfL 보훔, KFC 위르딩겐 05, 1. FC 카이저슬라우테른, 그리고 아르미니아 빌레펠트에서 활약하였다. 그는 터키의 베식타시 JK에서 활약하기도 하였다. 1986년과 1994년에는 분데스리가 득점왕이 되기도 하였다.

## 국가대표팀 경력
쿤츠는 독일 축구 국가대표팀 일원으로 1993년에서 1997년까지 활약하였고, UEFA 유로 1996에 참여하여 우승하기도 하였다. 그는 이 대회의 준결승전에서 잉글랜드를 상대로 중요한 순간에 동점골을 득점하고, 승부차기 슛을 성공시키며 인상적인 활약을 펼쳤다. 쿤츠는 국가대표팀 경기에 25번 출전하여 6골을 득점하였다. 쿤츠가 출전한 경기에서 독일은 절대로 패하지 않았고, (20승 5무) 그에 따라 쿤츠는 출전한 국가대항전 경기에서 무패를 기록한 독일 선수로는 최다 출전을 기록하였다.

## 지도자 경력
2006년에서 2008년까지, 그는 VfL 보훔의 선수 디렉터로 활동하였다.

## 경력 통계

### 클럽
| 클럽 경력 | 클럽 경력              | 클럽 경력     | 리그 | 리그 | 컵              | 컵              | 클럽대항전 | 클럽대항전 | 합계 | 합계 |
| 시즌      | 클럽                   | 리그          | 출장 | 골   | 출장            | 골              | 출장       | 골         | 출장 | 골   |
| 독일      | 독일                   | 독일          | 리그 | 리그 | DFB-포칼        | DFB-포칼        | 유럽대항전 | 유럽대항전 | 합계 | 합계 |
| --------- | ---------------------- | ------------- | ---- | ---- | --------------- | --------------- | ---------- | ---------- | ---- | ---- |
| 1980–81   | 보루시아 노인키르헨    | 2. 분데스리가 | 1    | 0    | 0               | 0               | —          | —          | 1    | 0    |
| 1981–82   | 보루시아 노인키르헨    | 오버리가      |      |      | 2               | 0               | —          | —          |      |      |
| 1982–83   | 보루시아 노인키르헨    | 오버리가      |      |      | —               | —               | —          | —          |      |      |
| 1983–84   | VfL 보훔               | 분데스리가    | 32   | 8    | 1               | 0               | —          | —          | 33   | 8    |
| 1984–85   | VfL 보훔               | 분데스리가    | 34   | 11   | 3               | 3               | —          | —          | 37   | 14   |
| 1984–86   | VfL 보훔               | 분데스리가    | 34   | 22   | 5               | 0               | —          | —          | 39   | 22   |
| 1986–87   | KFC 위르딩겐 05        | 분데스리가    | 29   | 6    | 4               | 2               | 6          | 1          | 39   | 9    |
| 1987–88   | KFC 위르딩겐 05        | 분데스리가    | 32   | 13   | 5               | 5               | —          | —          | 37   | 18   |
| 1988–89   | KFC 위르딩겐 05        | 분데스리가    | 33   | 13   | 4               | 3               | —          | —          | 37   | 16   |
| 1989–90   | 1. FC 카이저슬라우테른 | 분데스리가    | 32   | 15   |                 |                 | —          | —          |      |      |
| 1990–91   | 1. FC 카이저슬라우테른 | 분데스리가    | 27   | 11   |                 |                 | 2          | 1          |      |      |
| 1991–92   | 1. FC 카이저슬라우테른 | 분데스리가    | 31   | 11   |                 |                 | 2          | 0          |      |      |
| 1992–93   | 1. FC 카이저슬라우테른 | 분데스리가    | 26   | 6    | 1               | 1               | 1          | 2          | 28   | 9    |
| 1993–94   | 1. FC 카이저슬라우테른 | 분데스리가    | 26   | 18   | 5               | 2               | —          | —          | 31   | 20   |
| 1994–95   | 1. FC 카이저슬라우테른 | 분데스리가    | 28   | 14   | 4               | 1               | 2          | 1          | 34   | 16   |
| 터키      | 터키                   | 터키          | 리그 | 리그 | 튀르키예 쿠파스 | 튀르키예 쿠파스 | 유럽대항전 | 유럽대항전 | 합계 | 합계 |
| 1995–96   | 베식타시 JK            | 쉬페르리그    | 30   | 9    |                 |                 |            |            |      |      |
| 독일      | 독일                   | 독일          | 리그 | 리그 | DFB-포칼        | DFB-포칼        | 유럽대항전 | 유럽대항전 | 합계 | 합계 |
| 1996–97   | 아르미니아 빌레펠트    | 분데스리가    | 33   | 14   | 2               | 0               | —          | —          | 35   | 14   |
| 1997–98   | 아르미니아 빌레펠트    | 분데스리가    | 32   | 11   | 2               | 2               | —          | —          | 34   | 13   |
| 1998–99   | VfL 보훔               | 분데스리가    | 20   | 6    | 1               | 0               | —          | —          | 21   | 6    |
| 합계      | 독일                   | 독일          |      |      |                 |                 | 13         | 5          |      |      |
| 합계      | 이탈리아               | 이탈리아      | 30   | 9    |                 |                 |            |            |      |      |
| 경력 합계 |                        |               |      |      |                 |                 |            |            |      |      |

## 수상 내역
- DFB-포칼: 1989–90
- 푸스발-분데스리가: 1990–91
- UEFA 유럽 축구 선수권 대회: 1996

## 트리비아
- 쿤츠는 잉글랜드에서 조롱의 대상(가장 알려진 사례로 프랭크 스키너와 데이비드 바디엘의 TV 쇼와 "삼사자"의 1998년도판)인데 그 이유는 그의 성이 영국 욕으로 "싫은 놈"을 뜻하는 단어인 "컨트"(Cunt)와 비슷하기 때문이다.
- 쿤츠의 아버지인 귄터 쿤츠는 1964년에서 1968년까지 보루시아 노인키르헨 소속으로 활동했다.
- 쿤츠의 큰사촌 안디 쿤츠는 현재 프로그레시브 메탈 밴드인 판덴 플라슈 소속이다.